# Platanias FC
Platanias FC (Grieks: Αθλητικός 'Ομιλος Πλατανιά Χανίων, Athlitikos Omilos Platania Chanion) kortweg Platanias FC, was een Griekse voetbalclub uit Platanias op Kreta, uitkomend in de Super League 2.
De club werd in 1931 opgericht. Tot 2009 speelde de club op regionaal amateurniveau. In het seizoen 2009/10 speelde Platanias voor het eerst in de Gamma Ethniki. In 2010 promoveerde de club naar de Beta Ethniki en in 2012 na play-offs naar de Super League, waar het 5 seizoenen speelde.
DE club werd op 6 augustus 2021 opgeheven.